# میدوی، شهرستان فرانکلین، ایندیانا
میدوی (به انگلیسی: Midway) یک منطقهٔ مسکونی در ایالات متحده آمریکا است که در شهرستان فرانکلین، ایندیانا واقع شده‌است. میدوی ۲۹۶٫۸۸ متر بالاتر از سطح دریا واقع شده‌است.